# Rudi Ceyssens
Rudi Ceyssens (* 19. Juli 1962 in Koersel, Provinz Limburg (Belgien); † 20. Dezember 2015 in Heusden-Zolder) war ein belgischer Radrennfahrer und nationaler Meister im Radsport.

## Sportliche Laufbahn
Ceyssens war Bahnradfahrer. Er war Teilnehmer der Olympischen Sommerspiele 1984 in Los Angeles. Das belgische Team mit Rudi Ceyssens, Roger Ilegems, Peter Roes und Joseph Smeets belegte in der Mannschaftsverfolgung den 8. Rang. In der Einerverfolgung wurde er 9., im Punktefahren wurde er auf dem 11. Rang klassiert, als sein Teamkollege Roger Ilegems das Rennen gewann. 1982 siegte er im Mannschaftszeitfahren der belgischen Meisterschaft für Interclubs.
Bei den nationalen Meisterschaften im Bahnradsport gewann er die Silbermedaille in der Einerverfolgung und im Omnium 1984 sowie in der Einerverfolgung 1985 hinter Didier De Witte.